# Alfred Werner
Alfred Werner, född 12 december 1866, död 15 november 1919, var en schweizisk kemist.

## Biografi

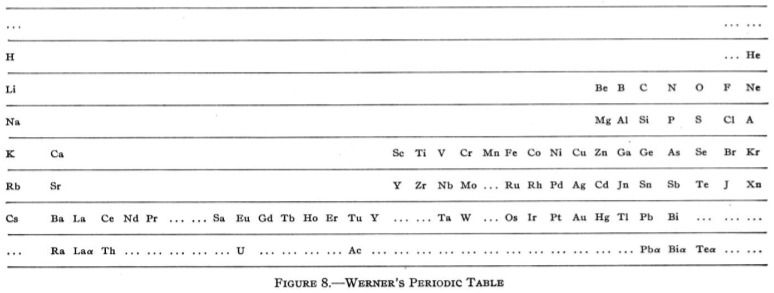
Werners periodiska system 1905

Werner var professor vid Zürichs universitet. Han studerade inom sin forskning främst bindningsförhållanden och stereokemi hos komplexa föreningar och räknas som grundare av den moderna koordinationsläran. För sina upptäckter om oktaedrisk konfiguration av övergångsmetallkomplex fick han Nobelpriset i kemi år 1913.
1905 angav Werner det 32 kolumner stora periodiska system vi har idag, baserat på antal protoner (grupper) och antal elektronskal (perioder). Han byggde sitt system med matematiska metoder, han kände inte till atomernas uppbyggnad.  Utseendet på hans system fick sin förklaring först senare, efter att Ernest Rutherford 1911 presenterat sin modell av atomen som en liten positivt laddad kärna omgiven av negativt laddade elektroner, och Niels Bohr 1913 förklarat elektronernas energinivåer med sin kvantmekaniska atommodell. Werner löste de problem som fanns i John Newlands, Lothar Meyers och Dimitrij Mendelejevs tidigare system från 1860-talet. I deras system var det besvärligt att placera de s. k. sällsynta jordartsmetallerna, lantanoider och aktinoider, ämnen som numera utgör f-blocket.